# Halanaerobium praevalens
Halanaerobium praevalens è una specie di batterio appartenente alla famiglia delle Halanaerobiaceae.